# فتوى خامنئي بتحريم الإساءة لرموز أهل السنة وزوجات النبي

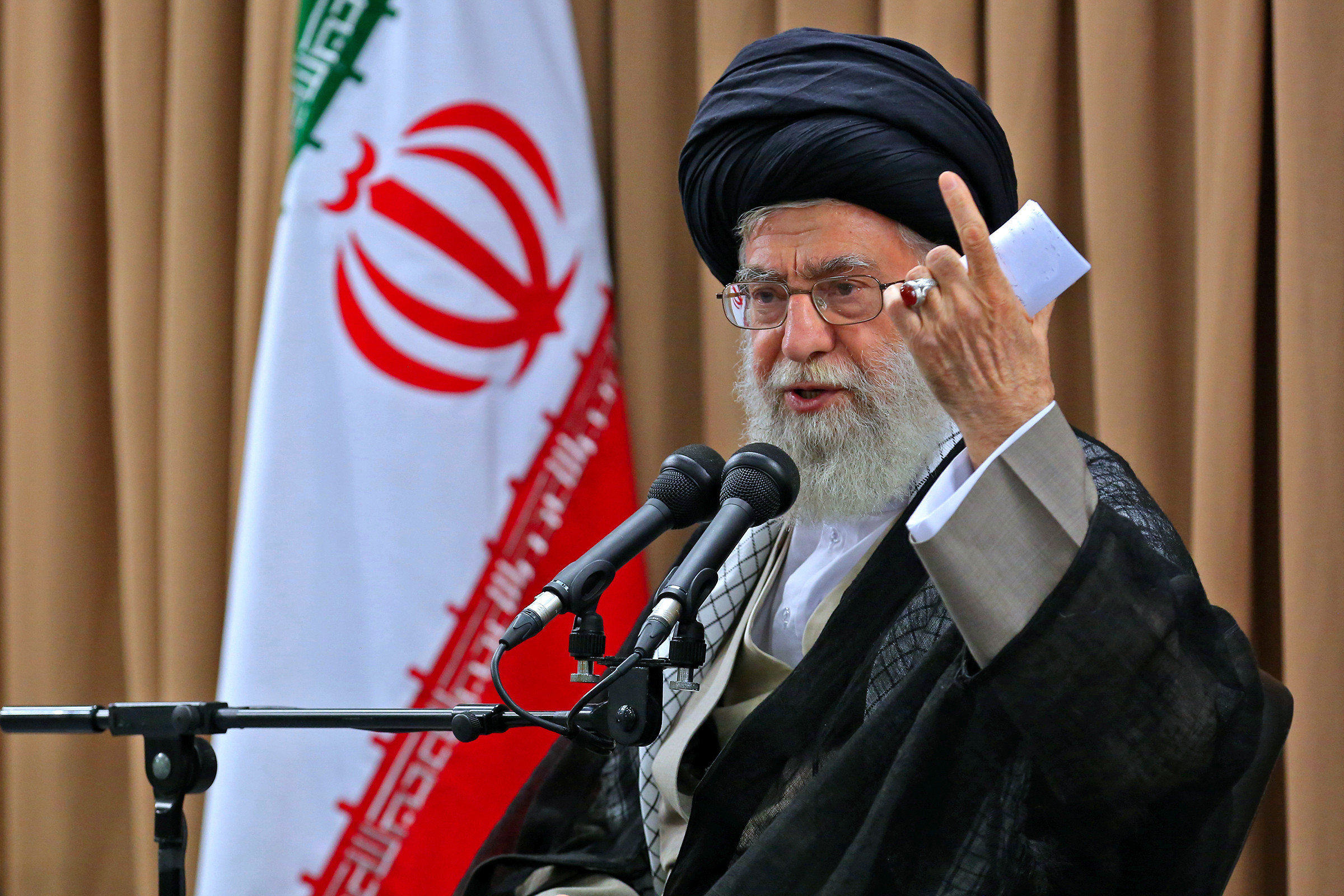
علي خامنئي

فتوى علي خامنئي بتحريم الإساءة لأزواج النبي والنيل من رموز أهل السنة هي فتوى أصدرها علي خامنئي قائد الثورة الإسلامية في إيران في عام 7 أكتوبر 2010 حرّم بموجبها الإساءة لعائشة أو النيل من رموز أهل السنة والجماعة.
جاء ذلك في إجابة على استفتاء وجهه جمع من علماء ومثقفي مدينة الإحساء السعودية في أعقاب الإساءات الأخيرة التي وجّهها رجل الدين الشيعي المقيم في لندن ياسر الحبيب لعائشة.
لاقت فتوى خامنئي، بتحريم الإساءة إلى رموز أهل السنة وعائشة اهتماماً في الصحف ووسائل الإعلام المحلية والعالمية كما لاقت ارتياحاً بالغاً لدى عموم المسلمين.
تعد هذه الفتوى الأحدث والأرفع مستوى ضمن ردود الفعل الشيعية واسعة النطاق استنكارا للإساءة التي وجّهها الحبيب لعائشة حيث أدانت العشرات من الرموز الدينية الشيعية البارزة في السعودية والخليج وإيران بشدة في تصريحات وبيانات التعرض بالإساءة لعائشة أو أي من أزواج النبي محمد.

## خلفية
أقام الناشط الشيعي ياسر الحبيب حفلًا في سبتمبر 2010 في لندن بمناسبة ذكرى وفاة عائشة، وأطلق فيه تصريحاته المسيئة إليها. وقد بثت هذه التصريحات في شريط مصور نشر على موقعه الإلكتروني.
وأسفرت هذه التصريحات عن موجة من الردود الشاجبة من قبل المسلمين السنة الذين طالبوا الحكومة الكويتية بالسعي إلى تسلم الحبيب أو سحب الجنسية منه، وهو ما قامت به الحكومة لاحقا. كذلك أصدر عدد من مشايخ محافظة الأحساء المنتمين للمذهب الشيعي من بينهم رئيس محكمة المواريث الشيخ محمد بن حسن الجزيري بياناً استنكارياً حول ما قام به ياسر الحبيب من احتفال شماتة بذكرى وفاة عائشة. وأكد منسق الحملة المناهضة لهذه الفتنة أن البيان سيتضمّن تأكيد عموم المسلمين في العالم أن ما قام به المدعو الحبيب هو خروج عن خط مدرسة أهل البيت وعن معتقد الشيعة.
وفي أعقاب هذه «الإساءات» لعائشة قام جمع من علماء ومثقفي الاحساء في السعودية بطرح استفتاء من علي خامنئي. وكان المستفتون قد طالبوه بإبداء رأيه حول ما ورد من إهانة صريحة ومسيئة لعائشة. فأصدر خامنئي الفتوى.

## الفتوى
طالب المستفتُون خامنئي بإبداء رأيه حول ما ورد من إهانة صريحة وتحقير بكلمات بذيئة ومسيئة لعائشة ضمن هذا الاستفتاء:
«بسم الله الرحمن الرحيم
سماحة آية الله العظمى السيد علي خامنئي الحسيني دام ظله الوارف
السلام عليكم ورحمة الله وبركاته،
تمر الأمة الإسلامية بأزمة منهج يؤدي إلى إثارة الفتن بين أبناء المذاهب الإسلامية، وعدم رعاية الأولويات لوحدة صف المسلمين، مما يكون منشأ لفتن داخلية وتشتيت الجهد الإسلامي في المسائل الحساسة والمصيرية، ويؤدي إلى صرف النظر عن الانجازات التي تحققت على يد أبناء الأمة الإسلامية في فلسطين ولبنان والعراق وتركيا وإيران والدول الإسلامية، ومن إفرازات هذا المنهج المتطرف طرح ما يوجب الإساءة إلى رموز ومقدسات أتباع الطائفة السنية الكريمة بصورة متعمدة ومكررة.
فما هو رأي سماحتكم في ما يطرح في بعض وسائل الإعلام من فضائيات وانترنت من قبل بعض المنتسبين إلى العلم من إهانة صريحة وتحقير بكلمات بذيئة ومسيئة لزوج الرسول صلى الله عليه وآله أم المؤمنين السيدة عائشة واتهامها بما يخل بالشرف والكرامة لأزواج النبي أمهات المؤمنين رضوان الله تعالى عليهن. لذا نرجو من سماحتكم التكرم ببيان الموقف الشرعي بوضوح لما سببته الاثارات المسيئة من اضطراب وسط المجتمع الإسلامي وخلق حالة من التوتر النفسي بين المسلمين من أتباع مدرسة أهل البيت عليهم السلام وسائر المسلمين من المذاهب الإسلامية، علما أن هذه الإساءات استغلت وبصورة منهجية من بعض المغرضين ومثيري الفتن في بعض الفضائيات والانترنت لتشويش وإرباك الساحة الإسلامية وإثارة الفتنة بين المسلمين.
ختاما دمتم عزا وذخرا للإسلام والمسلمين.
التوقيع
جمع من علماء ومثقفي الأحساء
4 / شوال / 1431ه»
وأصدر خامنئي هذه الفتوى جوابًا على ذلك:
«بسم الله الرحمن الرحيم
السلام عليكم ورحمة الله وبركاته
يحرم النيل من رموز إخواننا السنة فضلاً عن اتهام زوج النبي  بما يخل بشرفها بل هذا الأمر ممتنع على نساء الأنبياء وخصوصاً سيدهم الرسول الأعظم 
موفقين لكل خير.».

## ردود أفعال
لاقت الفتوى اهتماماً في الصحف ووسائل الإعلام المحلية والعالمية وترحيبا بالغاً لدى عموم المسلمين خاصة العلماء والمجامع العلمية الدينية السنية والشيعية:
- رحب شيخ الأزهر الدكتور أحمد الطيب بالفتوى ووصفها بأنها فتوى تصدر عن علم صحيح، وعن إدراك عميق لخطورة ما يقوم به أهل الفتنة، وتعبر عن الحرص على وحدة المسلمين. وقال في بيان له: مما يزيد من أهمية هذه الفتوى أنها صادرة عن عالم من كبار علماء المسلمين ومن أبرز مراجع الشيعة وباعتباره المرشد الأعلى للجمهورية الإسلامية الإيرانية. ووجه تحية صادقة للخامئني على فتواه الكريمة التي أتت في أوانها لترأب الصدع وتغلق أبواب الفتنة.[19]
- كما أشاد المراقب العام لجماعة الإخوان المسلمين في الأردن الدكتور همام سعيد في تصريح له نشر على موقع الجماعة بموقف المرجع الشيعي الأول في إيران. فرحّب سعيد بالفتوى الصادرة عن أعلى مرجعية لدى المسلمين الشيعة، معتبرا أن «هذه الخطوة كانت ضرورية لجمع المسلمين وتوحيد الكلمة ووضعت حدا للفتنة المذهبية». وشدد سعيد على أهمية توحيد صفوف المسلمين في هذه المرحلة ونبذ التعصّب لقطع الطريق على كل من يستهدف وحدة الأمة.[20][21]
- كذلك رحب الكاتب والمحلل السياسي حسين الرواشدة في مذكّرته المنشورة على موقع جريدة الدستور بالفتوى معبراً عنها «بخطوة على الطريق الصواب بحاجة إلى خطوات عملية أخرى من علمائنا تؤسس لخطاب رشيد يرفض منطق الإساءة والسب والشتم، ويحترم المذاهب وتعددية الآراء والاجتهادات وقداسة» الرمز«الديني».[22]
- أشاد أمين عام حركة الامة اللبنانية الشيخ عبد الناصر الجبري خلال برنامج مع الحدث على قناة المنار بفتوى خامنئي واعتبر الجبري أنَّ وعي قيادات الامة الإسلامية سيقطع الطريق على كل المخططات الاميركية والصهيونية لاحداث فتنة مذهبية أو طائفية.[23]
- وأشاد رئيس الهيئة السنية لنصرة المقاومة في لبنان الشيخ ماهر مزهر بالفتوى ووصفها متحلّية بالحكمة والعلم.[23]
- كذلك أشادت بالفتوى جبهة العمل الإسلامي في لبنان في بيان صادرتها واعتبرت أن «صدور هذه الفتوى ومن أعلى مرجعية دينية وسياسية عند إخواننا الشيعة بالإضافة إلى صدور العديد من الفتاوى التي تحرم التطاول على أمهات المؤمنين وزوجات الرسول هي خير دليل على عافية الأمة الإسلامية ووجود حالة وعي في مواجهة الدسائس والمؤامرات الفتنوية».[23]
- ثمن حزب جبهة العمل الإسلامي في الأردن فتوى آية الله علي خامنئي عبر رسالة بعث بها أمين عام الحزب حمزة منصور إلى خامنئي قائلا: «كان لفَتواكم الجريئة أطيب الأثر في نفوسنا، فقد جاءت الفتوى في وقتها». وأضاف إن«السكوت على مؤامرات المتآمرين، وجهالات الجاهلين، وافتراءات المنافقين والمضللين تعرض الأمة لفِتن كقطع الليل المظلم».[24]